# Gare de Loches
Gare de Loches – stacja kolejowa w Loches, w departamencie Indre i Loara, w Regionie Centralnym, we Francji. Jest zarządzana przez SNCF (budynek dworca) i przez RFF (infrastruktura). Znajduje się na 282,708 km linii Joué-lès-Tours – Châteauroux, na wysokości 73 m n.p.m.
Stacja jest obsługiwana przez pociągi TER Centre. 

## Linie kolejowe
- Linia Joué-lès-Tours – Châteauroux